# جوشن (فرقاطة حربية)
فرقاطة جوشن: هي فرقاطة هجومية سريعة إيرانية الصنع من طراز سينا. تم بناؤها على أساس الفرقاطات الصاروخية من طراز كامان. دخلت الخدمة في البحرية الإيرانية عام 2006م. تتمتع هذه الفرقاطة العسكرية بأحدث التقنيات العالمية، خاصةً فيما يتعلق بأنظمتها العسكرية والكهربائية والإلكترونية وإطارها وهيكلها، وتمتلك القدرات اللازمة لإطلاق الصواريخ القوية. وقد جاء توقيت إطلاق فرقاطة جوشن ليتزامن مع أسبوع الدفاع المقدس في جمهورية إيران والذي بدأ من (22-28 سبتمبر)، حيث تم الإعلان الرسمي عنها صباح يوم الأربعاء 20 أيلول/ سبتمبر 2006م، وذلك في جامعة الإمام الخميني للعلوم البحرية في نوشهر. تبلغ سرعة فرقاطة جوشن الإيرانية أكثر من 45 عقدة (83 كيلومتر/ساعة، 52 ميل/ ساعة).  تم تركيب أول مدفع من طراز (فجر 27) إيراني الصنع على فرقاطة جوشن القاذفة للصواريخ. وذلك من قِبَل القوات البحرية للجيش الإيراني. يُذكَر أن تقريراً أمريكياً صدر في 11 أيلول/ سبتمبر 2008م، أكد أن (معهد واشنطن لسياسة الشرق الأدنى) قال في تقرير له، إنه خلال العقدين الماضيين منذ فرض العراق الحرب على إيران، تفوقت الجمهورية الإسلامية في القدرات البحرية وأصبحت قادرة على شن حرب فريدة غير متكافئة ضد قوات بحرية أكبر. ووفقاً للتقرير، فقد تحولت البحرية الإيرانية إلى قوة ذات دوافع عالية، ومجهزة تجهيزاً جيداً، وممولة بشكل جيد، وتسيطر فعلياً على شريان حياة النفط في العالم، وهو مضيق هرمز.

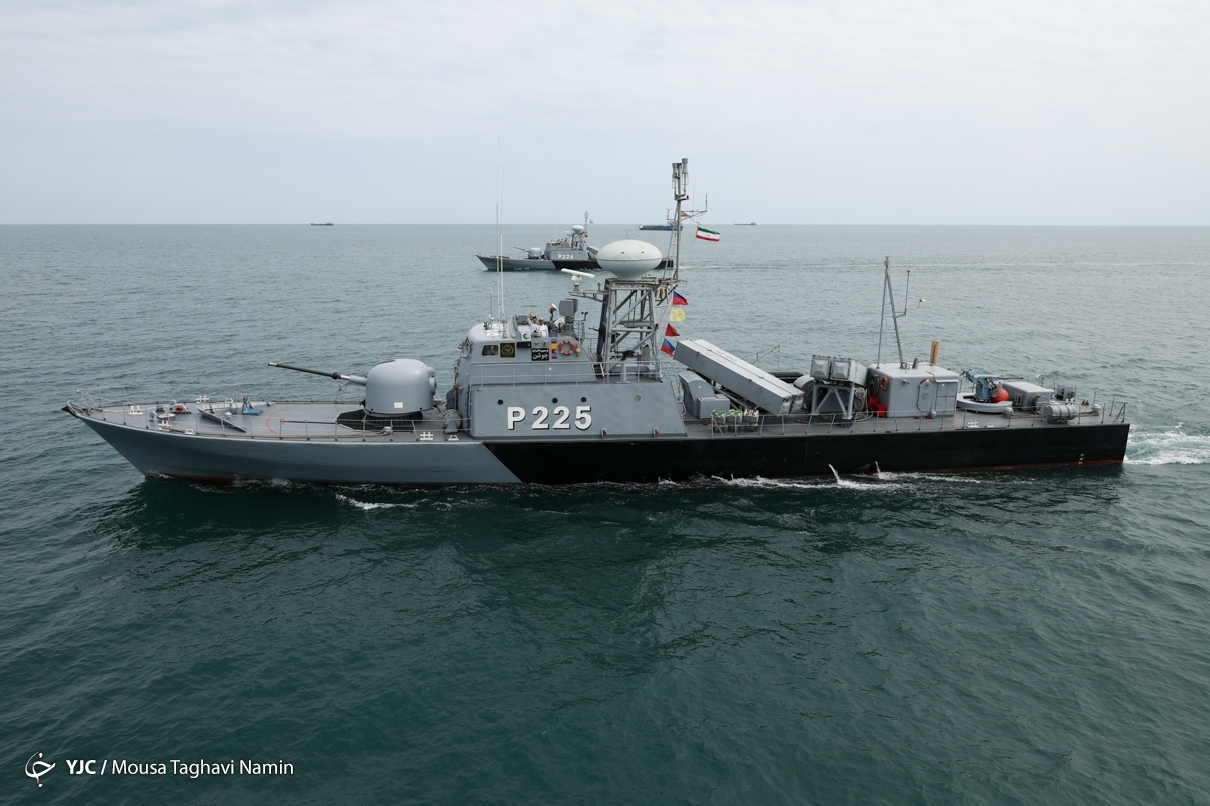
الفرقاطة الحربية الإيرانية جوشن، في المناورات البحرية (الأمن المستدام 1401) والتي إنطلقت ببحر قزوين في جمهورية إيران عام 2022م

## سبب التسمية
أطلقت جمهورية إيران إسم جوشن على فرقاطتها الجديدة القاذفة للصواريخ تيمناً بقارب الصواريخ جوشن الذي أغرقته البحرية الأمريكية في عملية (Mantis) في عام 1988م. وذلك بسبب الصواريخ التي أطلقتها السفينتان الحربيتان الأمريكيتان يو إس إس وينرايت، ويو إس إس سيمبسون أثناء عملية فرس النبي في الخليج العربي في 18 أبريل 1988م.

## الإعلان الرسمي
في 20 أيلول/ سبتمبر 2006م، أعلنت جمهورية إيران عن الإطلاق الرسمي لفرقاطة جوشن العسكرية من خلال الحفل المشترك بمناسبة إفتتاح الأكاديميات العسكرية للجيش الإيراني على عتبة أسبوع الدفاع المقدس الذي بدأ من 22 إلى 28 سبتمبر 2006م في جامعة الإمام الخميني للعلوم البحرية في نوشهر. وفي نهاية الحفل أجرى طلبة الجامعة تمريناً عسكرياً وتدريباً متخصصاً بحضور القائد الأعلى علي خامنئي. وتزامناً مع هذا الحفل، تم إطلاق الفرقاطة الحربية جوشن التي بناها خبراء محليون وانضمت رسمياً إلى القوات البحرية. وتم إختبار مدفع فجر 27 الإيراني الصنع، وهو مدفع تم تطويره على يد خبراء بحريين ودفاع محليين إيرانيين، لأول مرة في هذا الحفل. وتحتل جمهورية إيران المرتبة الثالثة في العالم لامتلاكها التكنولوجيا اللازمة لصنع هذه المدافع المتطورة. ونقلت وكالة الطلبة للأنباء عن المرشد الإيراني قوله بهذه المناسبة "إن القوة العسكرية هي أحد الأهداف الكبرى للأمة الإيرانية".

## المواصفات
تُعتبَر الفرقاطة الإيرانية جوشن مركبة هجوم سريعة من طراز سينا. وتتصف بطولها البالغ 47 متر (154 قدماً)، وعرضها يبلغ 7.1 متر (23 قدماً)، اما سرعتها فهي 45 عقدة (83 كيلومتر/ ساعة، 52 ميل/ ساعة)، وحمولتها الكاملة تبلغ 275 طن. وتعمل بـ 4 محركات ديزل، بقوة 14400 حصان (10700 كيلوواط).

## هيكل الفرقاطة
تم إستخدام أحدث القتنيات الحدثية في العالم في مجال صناعة هيكلية فرقاطة جوشن وأنظمتها التسليحية ومنظوماتها الكهربائية والإلكترونية، بالإضافة إلى القوة العالية لنيران مدفعياتها وصواريخها الثقيلة. يُذكَر ان الإستفادة من الألياف المضادة للحرارة في صناعة هيكليلة الفرقاطة جوشن الحربية، منحها مقاومة عالية ضد أنواع الصواريخ والطوربيدات المختلفة. ومن المميزات الفريدة الأخرى لهذه الفرقاطة المحلية الصنع، هي سرعتها الفائقة وقدرتها العالية على المناورة.

## التسليح
ان هذه الفرقاطة الإيرانية مجهزة بأنواع مختلفة من الأسلحة الإستراتيجية. ولها القدرة على إستخدام مختلف الصواريخ والمدافع. وهي مجهزة بصواريخ يصل مداها إلى أكثر من 100 كيلومتر، كما وتتمتع بقدرة عالية على المناورة تساعدها على الإفلات من الطوربيدات، وتتمتع أيضاً بالمدفعية البحرية التي تُعَد إحدى المدافع الأكثر تطوراً في العالم والتي تسمى (فجر 27) إيرانية الصنع. وهذه أهم الأسلحة التي تم نصبها على متن الفرقاطة الحربية جوشن:
- صواريخ أرض-أرض إيرانية الصنع.
- مدفع مضاد للطائرات عيار 40 ملم.
- إمكانية حمل فرقاطة جوشن لمروحيتين حربيتين في وقت واحد على سطحها.[24]
- تنصيب مدافع أرض-أرض وأرض-جو مزدوجة الغرض تم تصنيعها من قِبَل الصناعات الإيرانية ووزارة الدفاع الإيرانية. ومن بينها مدفع فجر إيراني الصنع. فقد تم تنصيب مدفع فجر-27 عيار 76 ملم على البارجة شمشير. وهو أحد أكثر المدافع البحرية تطوراً في العالم، فهو من الأسلحة الأوتوماتيكية الذكية ذات الإستخدامين إيراني الصنع.[26][27] والقادر على ضرب أهداف جوية وبحرية في الوقت نفسه، حيث يتميز بكثافة النيران بمعدل إطلاق النار 120 أطلاقة في الدقيقة الواحدة.[28] وتُعتبَر جمهورية إيران ثالث دولة في العالم تصنع هذا المدفع المتطور بعد كلٌ من الولايات المتحدة الأمريكية وإيطاليا اللتان تمتلكان تكنولوجيا صنع مثل هذه المدافع. وقد استغرق العمل عليه من قِبَل المهندسين والخبراء الإيرانيون مدة 6 سنوات. وتم تدشين الخط الإنتاجي لمدفع فجر - 27 سنة 2006م بوزارة الدفاع الإيرانية.[29] ويبلغ مدى المدفع 17 كيلومتر.[4] وهو قادر على إستهداف وتدمير البوارج والزوارق السريعة وقطع البحرية التابعة للعدو إضافةً إلى الأهداف الجوية والصواريخ التي تُطلَق صوب الأهداف البحرية على إرتفاع (23 ألف قدم) فوق سطح البحر.[30]

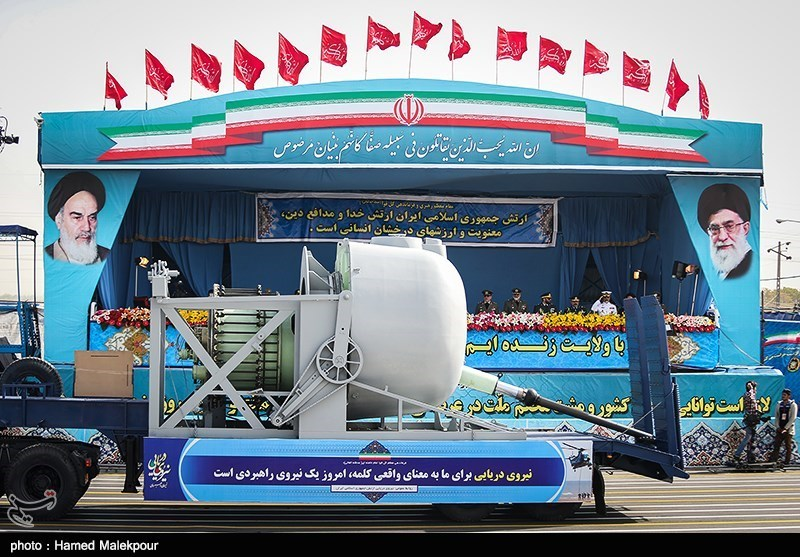
مدفع فجر 27 الإيراني

## مهمات خارجية
2016م
في عام 2016م، أبحرت المدمرة دماوند والفرقاطة جوشن من الأسطول الحربي التابع للجيش الإيراني في بحر قزوين إلى ميناء باكو عاصمة جمهورية أذربيجان. وقال الأميرال افشين رضائي حداد قائد أسطول الشمال للقوة البحرية للجيش الإيراني في مراسم إبحار المدمرة "دماوند" والفرقاطة "جوشن" نحو ميناء باكو "ان القوة البحرية لجيش الجمهورية الإسلامية الإيرانية تحمل رسالة السلام والصداقة في المنطقة". واعتبر ان البحار توطد الصداقة بين الشعوب، وقال "ان إرسال المدمرة دماوند يصب بمصلحة البلدين إيران وأذربيجان. وتابع الأميرال رضائي حداد قائلاً، ان تواجد القطع البحرية المختلفة من بلدان حوض بحر قزوين في الموانئ الإيرانية، وإرسال قِطَع بحرية من الجيش الإيراني إلى البلدان المذكورة هو جزء من برامج القوة البحرية التي تنفذ بشكل منظم وفي فترات زمنية متناوبة. وأضاف قائد أسطول الشمال التابع للقوة البحرية للجيش الإيراني، ان هدف هذه الزيارات البحرية يكمن في نقل رسالة السلام والصداقة بين بلدان حوض بحر قزوين، ورفع علم الجمهورية الإسلامية الإيرانية في سواحل البلدان المجاورة. وأشار إلى مهمة مجموعة الأسطول الحربي الإيراني قائلاً، من برامج القوة البحرية حتى نهاية العام الإيراني الجاري (ينتهي في 20 مارس/ آذار 2017م) هو زيارة سفن حربية من بلدان المنطقة.
2019م
رست مجموعة بحرية تابعة للجيش الإيراني يوم الأربعاء 24 نيسان/ أبريل 2019م، في ميناء أكتاو الكازاخي بهدف تعزيز العلاقات الدولية. وأفادت وكالة تسنيم الدولية للأنباء بأن مجموعة بحرية تابعة للجيش الإيراني تضم السفينة الراجمة للصواريخ سبر والفرقاطة جوشن رست اليوم الأربعاء، في ميناء أكتاو الكازاخي بهدف تعزيز العلاقات الدولية. وأقيمت مراسم إستقبال رسمية لمجموعة الصداقة التابعة للجيش الإيراني، بحضور كبار قادة البحرية الكازاخية والسفير الإيراني والملحق العسكري الإيراني في كازاخستان. يُذكَر أن أسطول الشمال التابع للجيش الإيراني في ميناء أنزلي أوفد 9 مجموعات إلى الدول المطلة على بحر قزوين وهذه المرة الثانية التي يوفد إليها مجموعة بحرية إلى كازاخستان.

## ردود أفعال
إيران
مساعد القائد العام للجيش الإيراني:
أشار مساعد القائد العام للجيش الإيراني في الشؤون التنسيقية الأميرال حبيب الله سياري إلى صناعة فرقاطتي (جوشن ودرفش) والمدمرتين (جماران وسهند) على يد كوادر القوات البحرية معلناً عن إلتحاق الفرقاطة دنا والغواصة فاتح إلى القوات البحرية الإيرانية قريباً. وأضاف سياري أنه رغم الضغوط التي يمارسها الأعداء لبيان ضعفنا في مجال القوة البحرية لكننا اليوم وصلنا إإلى مرحلة بحيث نقوم بتجهيز قواتنا بأحدث المعدات المطابقة لأحدث التكنولوجيا في العالم ونقوم بمهامنا البحرية على أفضل مايمكن. وبين الأدميرال سياري أن إيران دخلت مرحلة إنتاج الأسلحة البحرية حيث قام متخصصو وخبراء كلية نوشهر للعلوم البحرية بصناعة الفرقاطة (بيكان) وتسليمها إلى القوات البحرية التابعة للجيش الإيراني.
قائد البحرية الإيرانية:
قال قائد البحرية الإيرانية الأدميرال كوجاكي لوكالة فرانس برس إن الفرقاطة جوشن تتمتع بأحدث التقنيات في العالم، خاصةً فيما يتعلق بأنظمتها العسكرية والكهربائية والإلكترونية وإطارها وشاسيها، ولديها القدرات اللازمة لإطلاق صواريخ قوية. وأضاف: "على غرار (بيكان)، وهو أول قارب PT إيراني الصنع، تبلغ سرعة جوشن أيضاً أكثر من 45 عقدة بحرية مما يجعلها أسرع من نفس الجيل من قوارب PT المصنعة في بلدان أخرى. وذكر الأدميرال، أن المزيد من الزوارق والمدمرات الإيرانية الصنع ستبدأ قريباً عملياتها في البحرية الإيرانية. كما بدأت البحرية الإيرانية في إستخدام القذائف البحرية الأكثر تقدماً محلية الصنع منذ بضعة أيام فقط.

## معرض الصور

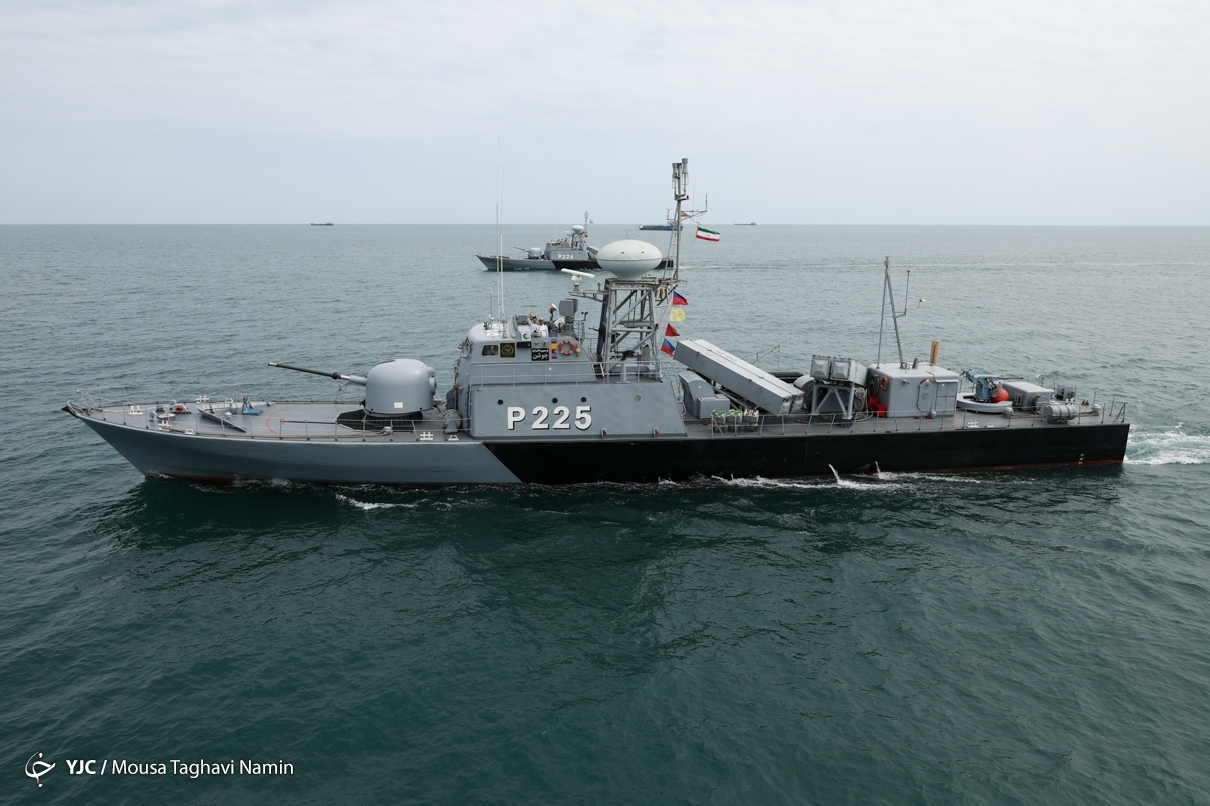
الفرقاطة الحربية الإيرانية جوشن، في المناورات البحرية (الأمن المستدام 1401) والتي إنطلقت ببحر قزوين في جمهورية إيران عام 2022م

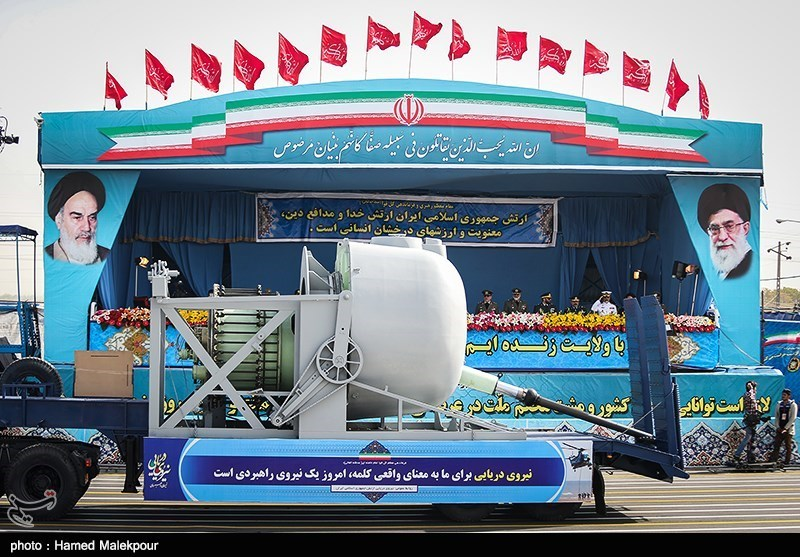
مدفع فجر 27 الإيراني

## مواضيع ذات صلة
- معدات القوات المسلحة الإيرانية
- دماوند (فرقاطة)
- فرقاطة نوع ألوند

1. ↑  "الجيش السوري یقتل عشرات الإرهابيين ویتقدم بحلب، وموسکو تقصف 83 موقعا لداعش". مؤرشف من الأصل في 2023-11-09. اطلع عليه بتاريخ 2023-11-09.
2. ↑  https://www.alalam.ir/news/2006197/%D8%B3%D9%81%D9%8A%D9%86%D8%A9-%D8%B3%D8%A8%D8%B1-%D8%A7%D9%84%D9%82%D8%A7%D8%B0%D9%81%D8%A9-%D9%84%D9%84%D8%B5%D9%88%D8%A7%D8%B1%D9%8A%D8%AE-%D8%B3%D8%AA%D9%86%D8%B6%D9%85-%D8%A7%D9%84%D9%89-%D8%A7%D9%84%D8%A7%D8%B3%D8%B7%D9%88%D9%84-%D8%A7%D9%84%D8%A8%D8%AD%D8%B1%D9%8A-%D8%A7%D9%84%D8%A7%D9%8A%D8%B1%D8%A7%D9%86%D9%8A-%D9%82%D8%B1%D9%8A%D8%A8 نسخة محفوظة 2023-11-10 على موقع واي باك مشين.
3. ↑  "Iran-Made PT Boat Launches Mission". FARS News Agency. 20 سبتمبر 2006. مؤرشف من الأصل في 2019-06-27. اطلع عليه بتاريخ 2007-01-28.
4. 1 2 3 4  "Kaman/Sina Class". مؤرشف من الأصل في 2023-11-09. اطلع عليه بتاريخ 2023-11-09.
5. 1 2 3  "Fars News Agency :: Iran-Made PT Boat Launches Mission". مؤرشف من الأصل في 2007-05-22. اطلع عليه بتاريخ 2023-11-09.{{استشهاد ويب}}:  صيانة الاستشهاد: BOT: original URL status unknown (link)
6. 1 2  "Iran Daily - Front Page - 09/21/06". مؤرشف من الأصل في 2007-01-21. اطلع عليه بتاريخ 2023-11-09.{{استشهاد ويب}}:  صيانة الاستشهاد: BOT: original URL status unknown (link)
7. ↑  "Iran-Made PT Boat Launches Mission". FARS News Agency. 20 سبتمبر 2006. مؤرشف من الأصل في 2007-05-22. اطلع عليه بتاريخ 2007-01-28.
8. ↑  "استخدام اكثر المدافع البحرية تطورا في المناورات الايرانية ببحر عمان". مؤرشف من الأصل في 2022-05-21. اطلع عليه بتاريخ 2023-11-09.
9. ↑  "مناورات عسكرية إيرانية في بحر قزوين". مؤرشف من الأصل في 2023-11-09. اطلع عليه بتاريخ 2023-11-09.
10. 1 2  https://arabic.realtribune.ru/news/army-and-intelligence-services/%D8%A5%D9%8A%D8%B1%D8%A7%D9%86-%D8%AA%D8%A8%D8%AF%D8%A3-%D9%85%D9%86%D8%A7%D9%88%D8%B1%D8%A7%D8%AA-%D8%B9%D8%B3%D9%83%D8%B1%D9%8A%D8%A9-%D9%81%D9%8A-%D8%A8%D8%AD%D8%B1-%D9%82%D8%B2%D9%88%D9%8A%D9%86 نسخة محفوظة 2023-11-09 على موقع واي باك مشين.
11. ↑  https://www.almayadeen.net/amp/news/1608288/%D8%A7%D9%84%D8%AC%D9%8A%D8%B4-%D8%A7%D9%84%D8%A5%D9%8A%D8%B1%D8%A7%D9%86%D9%8A-%D9%8A%D8%B7%D9%84%D9%82-%D9%85%D9%86%D8%A7%D9%88%D8%B1%D8%A7%D8%AA-%D8%B9%D8%B3%D9%83%D8%B1%D9%8A%D8%A9-%D9%81%D9%8A-%D8%A8%D8%AD%D8%B1-%D9%82%D8%B2%D9%88%D9%8A%D9%86 نسخة محفوظة 2022-07-08 على موقع واي باك مشين.
12. ↑  https://www.farsnews.ir/ar/news/14010417000462/%D8%A7%D9%84%D8%AC%D9%8A%D8%B4-%D8%A7%D9%84%D8%A7%D9%8A%D8%B1%D8%A7%D9%86%D9%8A-%D9%8A%D8%AC%D8%B1%D9%8A-%D9%85%D9%86%D8%A7%D9%88%D8%B1%D8%A7%D8%AA-%D8%B9%D8%B3%D9%83%D8%B1%D9%8A%D8%A9-%D9%81%D9%8A-%D8%A8%D8%AD%D8%B1-%D9%82%D8%B2%D9%88%D9%8A%D9%86 نسخة محفوظة 2022-07-09 على موقع واي باك مشين.
13. ↑  https://www.aljazeera.net/news/2022/7/8/%D8%A5%D9%8A%D8%B1%D8%A7%D9%86-%D8%AA%D8%AC%D8%B1%D9%8A-%D9%85%D9%86%D8%A7%D9%88%D8%B1%D8%A7%D8%AA-%D9%81%D9%8A-%D8%A8%D8%AD%D8%B1-%D9%82%D8%B2%D9%88%D9%8A%D9%86-%D9%88%D8%AA%D8%B1%D9%81%D8%B6 نسخة محفوظة 2023-04-03 على موقع واي باك مشين.
14. ↑  "الجيش الإيراني: مناورات "1401" بأسلحة وتكتيكات جديدة". مؤرشف من الأصل في 2023-11-09. اطلع عليه بتاريخ 2023-11-09.
15. ↑  https://new.thecradle.co/arabic/articles/%D8%A7%D9%84%D8%AC%D9%8A%D8%B4-%D8%A7%D9%84%D8%A5%D9%8A%D8%B1%D8%A7%D9%86%D9%8A-%D9%85%D9%86%D8%A7%D9%88%D8%B1%D8%A7%D8%AA-1401-%D8%A8%D8%A3%D8%B3%D9%84%D8%AD%D8%A9-%D9%88%D8%AA%D9%83%D8%AA%D9%8A نسخة محفوظة 2023-11-09 على موقع واي باك مشين.
16. ↑  https://www.alalam.ir/news/6490648/%D8%B3%D9%8A%D8%A7%D8%B1%D9%8A-%D9%84%D9%84%D8%B9%D8%A7%D9%84%D9%85-%D8%A3%D8%B3%D9%84%D8%AD%D8%A9-%D9%88%D8%AA%D9%83%D8%AA%D9%8A%D9%83%D8%A7%D8%AA-%D8%AC%D8%AF%D9%8A%D8%AF%D8%A9-%D9%81%D9%8A-%D9%85%D9%86%D8%A7%D9%88%D8%B1%D8%A7%D8%AA-%D8%B0%D9%88-%D8%A7%D9%84%D9%81%D9%82%D8%A7%D8%B1-1401--%D9%81%D9%8A%D8%AF%D9%8A نسخة محفوظة 2023-02-02 على موقع واي باك مشين.
17. ↑  https://www.alalam.ir/tag/3921318?t=%D9%85%D9%86%D8%A7%D9%88%D8%B1%D8%A7%D8%AA-%D8%B0%D9%88-%D8%A7%D9%84%D9%81%D9%82%D8%A7%D8%B1-1401 نسخة محفوظة 2023-11-09 على موقع واي باك مشين.
18. ↑  "بِنداء "يازهراء (ع)" انطلاق مناورات مشتركة ضخمة للجيش الإيراني مساء اليوم". مؤرشف من الأصل في 2023-11-09. اطلع عليه بتاريخ 2023-11-09.
19. ↑  "التكتيكات والاسلحة في مناورات الجيش الايراني "اقتدار 1401" / الصحيفة السياسية". مؤرشف من الأصل في 2023-11-09. اطلع عليه بتاريخ 2023-11-09.
20. ↑  https://sputnikarabic.ae/20220907/%D8%A8%D9%85%D8%B4%D8%A7%D8%B1%D9%83%D8%A9-%D8%A3%D8%B3%D9%84%D8%AD%D8%A9-%D9%85%D8%AE%D8%AA%D9%84%D9%81%D8%A9-%D8%A7%D9%84%D8%AC%D9%8A%D8%B4-%D8%A7%D9%84%D8%A5%D9%8A%D8%B1%D8%A7%D9%86%D9%8A-%D9%8A%D8%AC%D8%B1%D9%8A-%D8%A3%D9%83%D8%A8%D8%B1-%D9%85%D9%86%D8%A7%D9%88%D8%B1%D8%A7%D8%AA-%D8%A8%D8%B1%D9%8A%D8%A9-1067451601.html نسخة محفوظة 2022-11-03 على موقع واي باك مشين.
21. ↑  "إنطلاق مناورات ذو الفقار المشتركة للجيش الإيراني / إيصال نیوز". مؤرشف من الأصل في 2023-11-09. اطلع عليه بتاريخ 2023-11-09.
22. ↑  "تقرير "شامل" عن أسلحة الجيش الإيراني الجديدة خلال مناورات "اقتدار 1401" (صور)". مؤرشف من الأصل في 2023-04-09. اطلع عليه بتاريخ 2023-11-09.
23. ↑  "نظرة الى مناورات ذوالفقار 1401 … المراحل والوحدات والأسلحة – الوفاق". مؤرشف من الأصل في 2023-11-09. اطلع عليه بتاريخ 2023-11-09.
24. 1 2  https://www.alalam.ir/news/1571319/%D8%A7%D9%84%D9%82%D8%AF%D8%B1%D8%A7%D8%AA-%D8%A7%D9%84%D9%84%D9%88%D8%AC%D8%B3%D8%AA%D9%8A%D8%A9-%D9%84%D9%84%D9%82%D9%88%D8%A9-%D8%A7%D9%84%D8%A8%D8%AD%D8%B1%D9%8A%D8%A9-%D8%A7%D9%84%D8%A7%D9%8A%D8%B1%D8%A7%D9%86%D9%8A%D8%A9 نسخة محفوظة 2023-10-25 على موقع واي باك مشين.
25. 1 2  "Iranian missile boat Joshan" (بالإنجليزية). Archived from the original on 2023-11-09. Retrieved 2023-11-09.
26. ↑  https://shiaatalmosel.yoo7.com/t425-topic نسخة محفوظة 2020-06-23 على موقع واي باك مشين.
27. ↑  https://www.paldf.net/forum/showthread.php?t=216815 نسخة محفوظة 2020-06-23 على موقع واي باك مشين.
28. ↑  https://archive.alahednews.com.lb/details.php?id=92642 نسخة محفوظة 2020-06-23 على موقع واي باك مشين.
29. ↑  https://www.addustour.com/m/articles/357733-%D9%81%D8%AC%D8%B1-27-%D9%85%D8%AF%D9%81%D8%B9-%D8%A7%D9%8A%D8%B1%D8%A7%D9%86%D9%8A-%D8%AC%D8%AF%D9%8A%D8%AF-%D9%8A%D8%B7%D9%84%D9%80%D9%82-85-%D9%82%D9%80%D8%B0%D9%8A%D9%81%D8%A9-%D9%81%D9%80%D9%8A-%D8%A7%D9%84%D8%AF%D9%82%D9%8A%D9%82%D8%A9 نسخة محفوظة 2020-06-23 على موقع واي باك مشين.
30. ↑  https://www.arab-army.com/t5495-topic نسخة محفوظة 2020-06-23 على موقع واي باك مشين.
31. ↑  "بارجتان من الاسطول الحربي الايراني تبحران الى ميناء باكو في بحر قزوين". مؤرشف من الأصل في 2022-11-26. اطلع عليه بتاريخ 2023-11-09.
32. ↑  https://www.almanar.com.lb/tag/%D8%A7%D9%84%D9%82%D8%B7%D8%B9-%D8%A7%D9%84%D8%A8%D8%AD%D8%B1%D9%8A%D8%A9 نسخة محفوظة 2019-08-05 على موقع واي باك مشين.
33. ↑  https://www.tasnimnews.com/ar/news/2019/04/24/1996749/%D9%85%D8%AC%D9%85%D9%88%D8%B9%D8%A9-%D8%A8%D8%AD%D8%B1%DB%8C%D8%A9-%D9%84%D9%84%D8%AC%DB%8C%D8%B4-%D8%A7%D9%84%D8%A7%DB%8C%D8%B1%D8%A7%D9%86%DB%8C-%D8%AA%D8%B1%D8%B3%D9%88-%D9%81%DB%8C-%D9%85%DB%8C%D9%86%D8%A7%D8%A1-%D8%A3%DA%A9%D8%AA%D8%A7%D9%88-%D8%A7%D9%84%DA%A9%D8%A7%D8%B2%D8%A7%D8%AE%DB%8C نسخة محفوظة 2019-04-26 على موقع واي باك مشين.
34. ↑  "مجموعة سفن البحرية الايرانية تنهي زيارتها لكازاخستان - الراصد العراقي". مؤرشف من الأصل في 2023-11-11. اطلع عليه بتاريخ 2023-11-11.
35. ↑  "حبيب الله سياري: إيران دخلت مرحلة إنتاج الأسلحة البحرية..وبإمكاننا تنفيذ مهامنا البحرية بأفضل مايمكن". مؤرشف من الأصل في 2023-11-09. اطلع عليه بتاريخ 2023-11-09.
36. ↑  https://www.ilna.ir/%D9%82%D8%B3%D9%85-%D8%B3%D9%8A%D8%A7%D8%B3%D8%A9-3/700847-%D8%B3%D9%8A%D8%A7%D8%B1%D9%8A-%D8%A7%D9%8A%D8%B1%D8%A7%D9%86-%D8%AF%D8%AE%D9%84%D8%AA-%D9%85%D8%B1%D8%AD%D9%84%D8%A9-%D8%A7%D9%86%D8%AA%D8%A7%D8%AC-%D8%A7%D9%84%D8%A7%D8%B3%D9%84%D8%AD%D8%A9-%D8%A7%D9%84%D8%A8%D8%AD%D8%B1%D9%8A%D8%A9 نسخة محفوظة 2023-11-09 على موقع واي باك مشين.
37. ↑  https://www.alalam.ir/news/3939526/%D8%B3%D9%8A%D8%A7%D8%B1%D9%8A-%D8%A7%D9%8A%D8%B1%D8%A7%D9%86-%D8%AF%D8%AE%D9%84%D8%AA-%D9%85%D8%B1%D8%AD%D9%84%D8%A9-%D8%A7%D9%86%D8%AA%D8%A7%D8%AC-%D8%A7%D9%84%D8%A7%D8%B3%D9%84%D8%AD%D8%A9-%D8%A7%D9%84%D8%A8%D8%AD%D8%B1%D9%8A%D8%A9 نسخة محفوظة 2022-09-21 على موقع واي باك مشين.